# Армази (бог)
Армази (груз. არმაზი) — дохристианское божество грузин, глава пантеона богов Картлийского (Иберийского) царства (Восточная Грузия). Согласно летописям, культ Армази установил царь Фарнаваз I (III век до н. э.). Идол Армази представлял собой воина в золотых латах и золотом шлеме, которые были украшены агатом и бериллом. В руке Армази держал острый меч. Идол был установлен в религиозном и политическом центре Иберии, названном по имени Армази — Армазцихе (на территории современной Мцхеты). Армази — синкретическое божество, он сочетал функции верховного бога (повелитель неба, грома, дождя и растительного мира) и бога-воителя. В период становления грузинской государственности культ Армази противопоставлялся культам местных племенных божеств.
В 65 году до н. э. город был взят римским полководцем Помпеем. Но ещё в начале IV века, к моменту пришествия святой Нино, в городе стоял языческий храм и явно была крепость, хотя сам царь жил в Мцхете. До наших дней дошло летописное описание поклонения Армази, авторство которого, приписывается самой Нино:

…И я спросила одну женщину еврейку: «Что это?» И она ответила мне: «Это бог богов Армази. Так считает царь, но это всего лишь идол».
А я отправилась увидеть Армази. И горы те наполнились знаменами и народом, будто цветами. А я успела пройти в Армазскую крепость и стала в уступе ограды крепости далеко от идола, и видела удивительное и ужасающее зрелище, которые невозможно выразить словами. С трепетом и страхом, приводящим в ужас, стояли у идола цари и весь народ.
И видела я: вот, стоит идол, человек из меди. И надеты на нем золотые латы; и золотой шлем и наплечники, украшенные агатом и бериллом. И в руке держал острый меч, который сверкал и вращался в руке, как бы показывая, что если кто прикоснется к нему, тот себя обречет на смерть. И каждый произносил слова молитвы:
«Горе мне, если я упустил что-нибудь в возвеличивании великого бога Армаза. Горе, если я позволил себе открывать душу евреям. Горе мне, если я согрешил, слушая магов, когда повстречал поклонников Солнца. И некоторые говорят по невежеству, что есть какой-то великий Бог небесный! И как бы Армаз не нашел какого-нибудь порока во мне и не поразил бы меня мечом, которого страшится весь белый свет»!
И направо от него [Армаза] стоял один идол из золота, и имя его Гапи, а налево стоял идол из серебра, и имя его Га, они были богами ваших отцов, пришедших из Ариан-Картли.
Тогда я, обратившись к Богу, плакала и стонала по поводу заблуждения этой северной страны, сокрытия света и господства тьмы. Видела я как могущественные цари и все князья, как мертвецы в аду, живыми были поглощены дьяволом и считали творцами камни и деревья; и меди и железу, и бронзе, рельефно выкованной, поклонялись как Богу. Им приписывали сотворение неба и земли.